# アルベール・カコー
アルベール・カコー（Albert Caquot、1881年7月1日 – 1976年11月28日)はフランスの土木技術者、建築技術者、航空技術者である。有名なダムや橋梁を設計し、航空工学の分野でも、飛行船の設計や、当時フランス最大の風洞を建設したことで知られる。

## 生涯
ヴージエに農園主の家で生まれた。父親は、1890年代の初めに、家に電気や電話を引き、カコーは文明化の価値を教えた18歳でエコール・ポリテクニークに入学し、優秀な成績で“Corps des Ponts et Chaussées”に選ばれた。
1905年から1912年まで トロワ市のプロジェクト・マネージャーを務め、市の下水道システムの改良を行い、1910年のセーヌ川の大洪水から町を守った。1912年に建築構造会社に転じ、土質工学や構造設計技術に才能を発揮した。鉄筋コンクリートに関する業績や、構造力学や土質力学の分野で業績があり、1933年、この分野の著作でフランス科学アカデミーから表彰を受け、アカデミーの終身会員に選ばれた。義理の息子となったジャン・ケリゼル（Jean Kérisel）とともに行った土質力学の理論研究は広く応用されている。橋梁やダムや施設など300以上の建築にかかわり、ドンゼル・モンドラゴン橋やダムドンゼル・モンドラゴン・ダムやブルターニュのランス川の潮力発電所、リオデジャネイロのコルコバード山頂のキリスト像の内部構造設計などの仕事が知られている。フランスの工科系の3つの国立学校で長く構造力学の講義をおこなった。

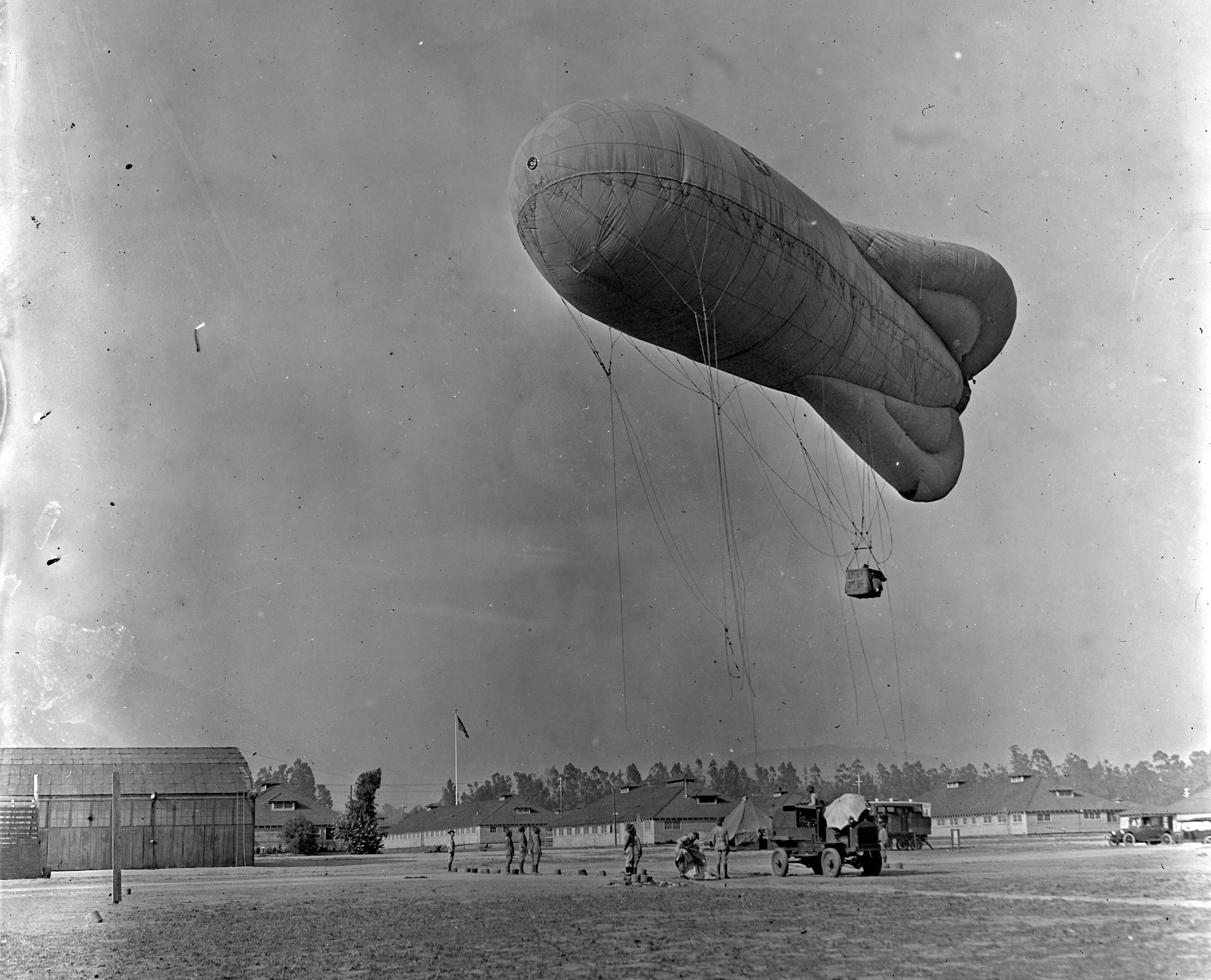
カコー型のR型気球

航空の分野では、1901年にフランス陸軍の飛行船部隊にかかわり、第一次世界大戦中に気球部隊を率い観測用の球形の気球が風にあおられると不安定で回転してしまうことに気付いた。1914年に後部に3枚のひれをつけたソーセージ形の気嚢と気嚢の内部の前後に、隔離された別の気嚢（バロネット）を設けて、空気が移動することで水平の姿勢を保つ飛行船の開発を行った。カコー型の気球は90 km/h の風の中で水平を保った。3年間に渡ってフランスは連合国のためにカコー型の気球を生産し、アメリカは1918年から1919年の間に、1000機近い、カコー型の気球を生産した。これらの気球は軍用気球として連合軍で使用された。1918年にクレマンソーはカコーを軍用航空の技術ディレクターに任命した。
1919年にカコーは航空宇宙博物館の設立を提案し、これが現在のル・ブルジェ航空宇宙博物館となった。
1923年に新たに設立された航空省で技術部門を統括し、航空技術研究と教育を指導した。1928年に国立高等航空学校（Ecole Nationale Supérieure d’Aéronautique）を設立し、1929年に全長120m、高さ25mで、実機を使って研究できる巨大な風洞を建設させた。1933年に予算の削減などで、プロジェクトの遂行が妨げられ、航空部門の職を辞め、構造力学の研究に戻った。1938年に戦争が近づくと再び航空行政に戻されたが1940年に職を辞した。
フランス科学アカデミーに41年間、在籍し1952年から1961年まで会長を務めた。1951年にレジオンドヌール勲章を受勲した。1962年の80歳で引退、同年にヴィルヘルム・エクスナー・メダル受賞。1989年から、フランスの土木・構造工学学会はアルベール・カコー賞を設けた。